# Alberto Simeoni
Natale Alberto Simeoni (Roma, 19 luglio 1891 – Fiesole, 28 aprile 1943) è stato un paroliere, attore, giornalista e sceneggiatore, adattatore, autore di testi musicale, editoriali italiano.
Fu corrispondente del quotidiano Il Resto del Carlino da Roma tra il 1925 ed il 1943.
Fu autore di testi di diversi brani musicali, spesso in collaborazione con altri parolieri. Tra le varie opere da lui scritte ci sono: Casa mia (o Casetta de Trastevere), Roma bella, Italia bella, Come folgore dal cielo (o Il canto dei paracadutisti), La sagra di Giarabub, Camerata Richard, Ti porterò al Brancaccio, ecc. Nel 1932 scrisse il testo della canzone Tanto pe' cantà (musicata da Ettore Petrolini).
Altri testi da lui scritti sono:
- Amor lontano, musica di Dan Caslar per il film L'imprevisto, del 1940
- Appassionatamente, musica di Dino Rulli, inserita nel film Appassionatamente, del 1954
- L'attesa (facente parte della rivista A Fior di pelle), con Alvaro Ferrante De Torres, 1939
- Bambina bella, musica di Cesare Celani, con De Torres, 1942
- Buena noche senora, musica di José Padilla, con De Torres, 1931
- Canta la laguna, musica di Alfredo Sabbatini, con De Torres;
- Canto sirena, musica di Umberto Mancini
- Canzone alpina, musica di Mario Ruccione, con De Torres, 1941
- Canzone antica, musica di Ruccione, con De Torres, 1941

Scrisse, insieme ad altri, la sceneggiatura del film La zia di Carlo diretto da Alfredo Guarini nel 1943.
Scrisse anche un libro, con Giulio Bucchi, dal titolo Trianon, con una presentazione di Gabriele D'Annunzio, conosciuta come "messaggio agli Ungheresi", e prefazione di Mario Carli. Il volume fu stampato dalla casa editrice Sapienza in Roma nel 1931 (l'originale si trova nella Biblioteca Nazionale Centrale di Firenze).
Morì all'Ospedale di Campo Militare "Poggio fiorito" di Fiesole il 28 aprile 1943 con il grado di Tenente Colonnello (promozione avuta nello stesso giorno del suo decesso). Era di stanza presso la contraerea di Livorno, prima del ricovero in ospedale.